# Nordhelle (Rothaargebirge)
Die Nordhelle bei Silbach im nordrhein-westfälischen Hochsauerlandkreis ist ein 792,6 m ü. NHN hoher Berg des Rothaargebirges.

## Geographie

### Lage

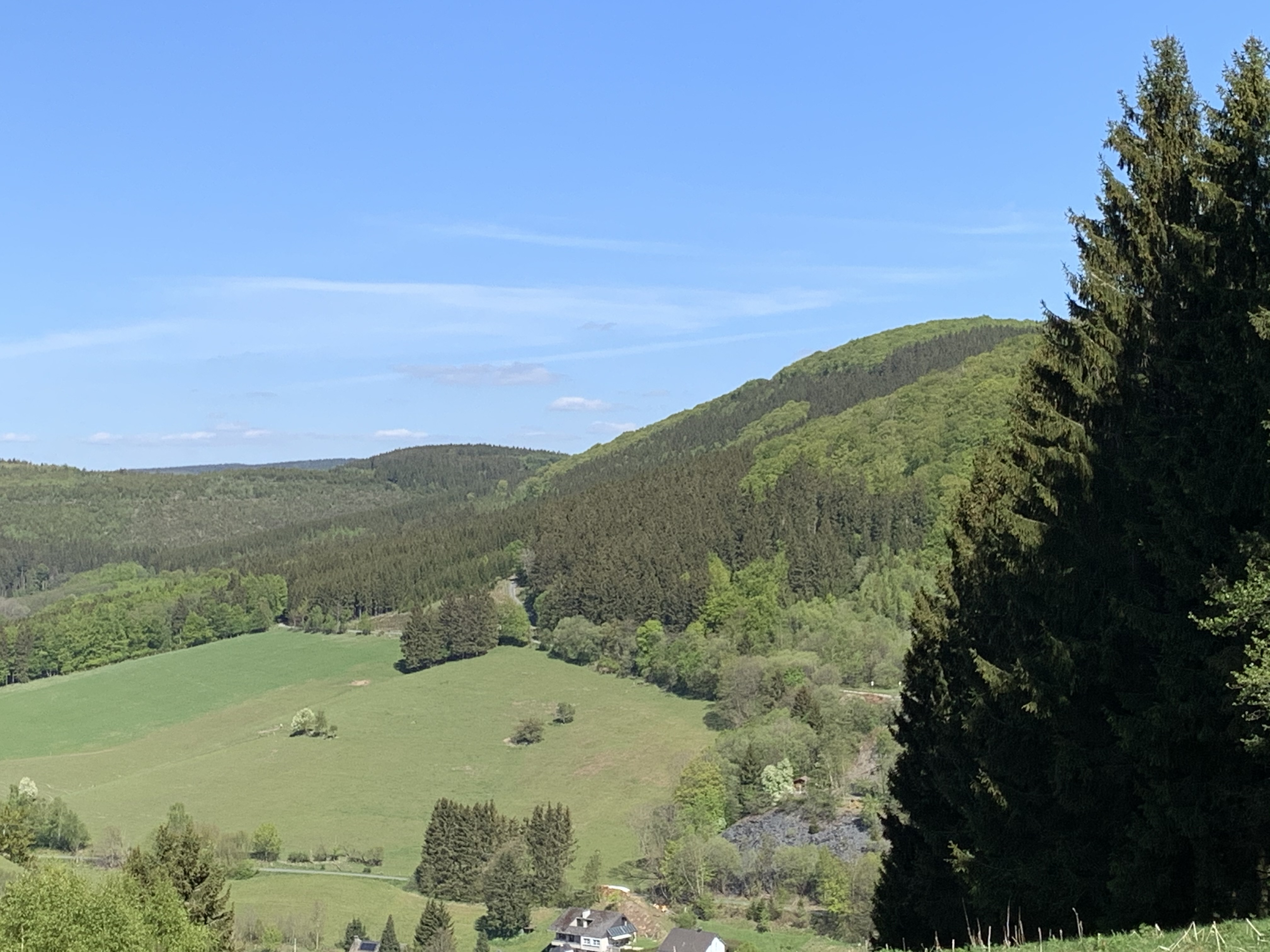
Gipfel der Nordhelle, oberhalb von Silbach

Die Nordhelle liegt jeweils im Norden von Rothaargebirge und Naturpark Sauerland-Rothaargebirge. Ihr Gipfel erhebt sich 1,5 km ostnordöstlich des Dorfs Silbach und 3 km südöstlich von Siedlinghausen, die beide von der westlich des Bergs verlaufenden Namenlosen durchflossen werden, sowie 3,4 km südwestlich des an der Ruhr gelegenen Niedersfeld. Sie alle sind Stadtteile von Winterberg, dessen Kernstadt rund 5 km südsüdöstlich des Gipfels liegt. Der Westsüdwestausläufer der Nordhelle ist der Silberberg (747,5 m), ihr Nordostausläufer der Eschenberg (726 m) mit dem Skigebiet Eschenberg.
Im Nordosten entspringt im Übergangsbereich der bewaldeten Nordhelle zum Eschenberg die Burmecke und auf ihrer Südflanke das Strülleken; beide sind östliche Namenlose-Zuflüsse. Etwa 4,5 km südöstlich des Gipfels befindet sich am Ruhrkopf die Ruhrquelle; die Ruhr passiert die Nordhelle minimal 1,7 km (jeweils Luftlinie) ostnordöstlich in Süd-Nord-Richtung und wird dort vom südlich des Bergs entspringenden und östlich verlaufenden Bach Voßmecke gespeist.

### Naturräumliche Zuordnung
Die Nordhelle gehört in der naturräumlichen Haupteinheitengruppe Süderbergland (Nr. 33) in der Haupteinheit Rothaargebirge (mit Hochsauerland) (333) und in der Untereinheit Winterberger Hochland (333.5) zum Naturraum Nordheller Höhen (333.57).

### Berghöhe
Die Höhe der 792,6 m hohen Nordhelle wird meistens mit etwa 775 m angegeben, was sich allerdings auf einen trigonometrischen Punkt auf 775,4 m Höhe bezieht, der auf topographischen Karten rund 200 m südlich des Berggipfels zu finden ist.

## Schutzgebiete
Auf der Nordhelle liegt das Naturschutzgebiet Silbacher Nordhelle (CDDA-Nr. 389902), das 2008 gegründet wurde und 11 ha groß ist, auf ihrer Ostflanke das NSG Hausstätte (CDDA-Nr. 389766; 2008; 12 ha), südlich des Bergs (im Vossmecketal) das NSG In der Strei (CDDA-Nr. 81996; 1957; 49 ha), das zugleich als Fauna-Flora-Habitat-Gebiet (FFH-Nr. 4717-311; 30 ha) ausgewiesen ist, und am Ausläufer Silberberg das NSG Silberberg (CDDA-Nr. 389903; 2008; 20 ha). Zudem erstreckt sich auch dem Berg ein Teil des Landschaftsschutzgebiets LSG-Teilgebiet der Stadt Winterberg (CDDA-Nr. 325127; 75,33 km²).